# Svatoondřejská skupština
Svatoondřejská skupština (srbsky Светоандрејска скупштина) je název pro srbský parlament, který zasedal od 11. prosince 1858 (30. listopadu 1858 podle juliánského kalendáře) do 29. ledna 1859, a to v budově Velkého pivovaru v Bělehradě. Sešlo se v ní celkem 432 zástupců, kteří byli jmenováni knížetem, a nebyli voleni.
Tehdejší srbský kníže Alexandr Karađorđević poté, co byla Osmanská říše donucena evropskými mocnosti k vnitřním reformám, svolal na nátlak domácí opozice parlament. Na konci 50. let 19. století byl panovník značně neoblíbený, čehož bylo velmi snadno využito. Skupina liberálů a ustavobranitelů na zasedání skupštiny prosadila návrh, aby Aleksandr abdikoval a na jeho místo nastoupil opět Miloš Obrenović. 